# Museo de Arte Contemporáneo de Noruega
El Museo Nacional de Arte Contemporáneo (en noruego: Museet de samtidskunst) es un museo de arte de Oslo, Noruega. Desde 2003 forma parte administrativamente del Museo Nacional de Arte, Arquitectura y Diseño.

## Historia
El Museo Nacional de Arte Contemporáneo fue creado en 1988 para recoger las obras de arte producidas a partir de 1945, y fue inaugurado en 1990 con las obras recibidas de la Galería Nacional de Noruega. En 1992, las Exposiciones de gira nacional Nacional se separaron como una entidad independiente. El edificio, diseñado por Ingvar Hjorth, estuvo antiguamente ocupado por el Banco de Noruega. Directores del museo fueron Jan Brockmann (1988-1996) y Bjarne Boym (1996-2003).